# Rejon tiaczowski
Rejon tiaczowski  (1953–2020) – dawna jednostka administracyjna w składzie obwodu zakarpackiego Ukrainy.
Rejon utworzony został w 1953. Miał powierzchnię 1818 km² i liczył około 172 tysięcy mieszkańców. Siedzibą władz rejonu był Tiaczów.
Na terenie rejonu znajdowały się: jedna miejska rada, pięć osiedlowych rad i 31 silskich rad, obejmujących w sumie 56 miejscowości.

## Miejscowości rejonu
- Bedewla (Бедевля)
- Biłowarci (Біловарці)
- Bobowe (Бобове)
- Busztyno (Буштино)
- Czumalnowo (Чумальово)
- Dibriwka (Дібрівка)
- Dobrianśke (Добрянське)
- Dubowe (Дубове)
- Dułowo (Дулово)
- Fontyniasy (Фонтиняси)
- Hanyczi (Ганичі)
- Hłubokyj Potik (Глибокий Потік)
- Hłynianyj (Глиняний)
- Hrunyky (Груники)
- Hruszowo (Грушово)
- Kołodne (Колодне)
- Kałyny (Калини)
- Krasna (Красна)
- Kryczowo (Кричово)
- Krywa (Крива)
- Łazy (Лази)
- Łopuchiw (Лопухів)
- Mała Uholka (Мала Уголька)
- Neresnycia (Нересниця)
- Nimećka Mokra (Німецька Мокра)
- Nyżnij Duboweć (Нижній Дубовець)
- Nowobarowo (Новобарово)
- Nowosełycia (Новоселиця)
- Nyżnia Apsza (Нижня Апша)
- Okruhła (Округла)
- Peszczera (Пещера)
- Petrusziw (Петрушів)
- Pidpłesza (Підплеша)
- Podiszor (Подішор)
- Pryhid´ (Пригідь)
- Rakowe (Ракове)
- Riwne (Рівне)
- Rososz (Росош)
- Runia (Руня)
- Ruśka Mokra (Руська Мокра)
- Ruśke Połe (Руське Поле)
- Sasowo (Сасово)
- Sołone (Солоне)
- Sołotwyno (Солотвино)
- Szyrokyj Łuh (Широкий Луг)
- Tarasiwka (Тарасівка)
- Terebla (Теребля)
- Tereswa (Тересва)
- Ternowo (Терново)
- Tiacziwka (Тячівка)
- Tiaczów (Тячів)
- Topczyno (Топчино)
- Tysałowo (Тисалово)
- Ugla (Уґля)
- Ust-Czorna (Усть-Чорна)
- Wełyka Uholka (Велика Уголька)
- Wysznij Duboweć (Вишній Дубовець)
- Wyszowatyj (Вишоватий)
- Wilchiwci (Вільхівці)
- Wilchiwci-Łazy (Вільхівці-Лази)
- Wilchiwczyk (Вільхівчик)
- Wonihowe (Вонігове)